# Indiana Jones (juegos de rol)
Hasta la fecha dos editoriales diferentes, TSR, Inc. y West End Games, han publicado hasta tres juegos de rol ambientados en el universo de Indiana Jones:

## TSR, Inc.
- The Adventures of Indiana Jones (1984). Este fue el primer juego de rol sobre el universo de Indiana Jones. TSR lo publicó con un sencillo sistema de juego al adquirir los derechos de publicación de juegos de rol versados sobre la franquicia. TSR publicó para The Adventures of Indiana Jones los siguientes suplementos, todos entre 1984 y 1985, año en que esta editorial déjó de pagar la licencia de explotación:
  - Indiana Jones and the Temple of Doom Adventure Pack (1984)
  - Raiders of the Lost Ark Adventure Pack (1984)
  - Indiana Jones, Crystal Death (1984)
  - Indiana Jones, the Golden Goddess (1985)
  - Indiana Jones, Nepal Nightmare Adventure Pack (1985)
  - Indiana Jones, Fourth Nail Adventure Pack (1985)
  - Indiana Jones, Judge's Survival (1985)

## West End Games
- The World of Indiana Jones (1994). Cuando West End Games entró en contrato con Lucasfilm para obtener a su vez la licencia de juegos de rol de Indiana Jones (abandonada por TSR desde 1985) aplicó para su propio juego el sistema Masterbook, un sistema de juego basado esencialmente en el uso de dos dados de diez caras. West End Games ya había utilizado este mismo sistema de juego en juegos de rol como Torg y Shatterzone. Entre 1994 y 1997 (año de la bancarrota de West End Games) se publicaron, de este juego de rol, los siguientes suplementos:
  - Indiana Jones and the Rising Sun (1994)
  - Raiders of the Lost Ark (1994)
  - Indiana Jones and the Tomb of the Templars (1995)
  - Indiana Jones and the Lands of Adventure (1995)
  - Indiana Jones and the Golden Vampires (1995)
  - Indiana Jones and the Temple of Doom (1996)
  - Indiana Jones Artifacts (1996)
  - Indiana Jones and the Sky Pirates and other Tales (1996)
  - Indiana Jones Magic & Mysticism; The Dark Continent (1997)
- Indiana Jones Adventures (1996). Este fue en realidad un suplemento para el juego de 1994, pero fue publicado como juego independiente (stand alone game) pues era el único suplemento que no usaba del sistema Masterbook sino que era una conversión al sistema D6, un sistema de juego genérico sobre el que West End Games también tenía todos los derechos y que utilizaba únicamente los tradicionales dados de seis caras.

## Traducciones al castellano
Ninguno de los juegos de rol ambientados en el universo de Indiana Jones ha sido nunca oficialmente traducido al castellano.